# Строчин
Строчин або Сорочин (словац. Stročín) — село в Словаччині, Свидницькому окрузі Пряшівського краю. Розташоване в північно-східній частині Словаччини в Низьких Бескидах в долині ріки Ондави.
Вперше згадується у 1317 році.

## Пам'ятки
У селі є парафіяльний римо-католицький костел святого Миколая, єпископа з другої половини 15 століття в стилі готики, кілька разів перебудований у стилі бароко, інтер'єр у стилі класицизму. З 1988 року національна культурна пам'ятка.
У селі є також греко-католицька церква Успіння Пресвятої Богородиці з початку 20 століття. Виникла перебудовою старішого храму з 1863 року. З 1988 року національна культурна пам'ятка.

## Населення
| Рік:            | 1994. | 2004.    | 2014.    | 2024.   |
| --------------- | ----- | -------- | -------- | ------- |
| Кількість осіб: | 406   | 499      | 559      | 572     |
| Різниця:        |       | +22,90 % | +12,02 % | +2,32 % |

| Рік:            | 2023. | 2024.   |
| --------------- | ----- | ------- |
| Кількість осіб: | 568   | 572     |
| Різниця:        |       | +0,70 % |

В селі проживає 528 осіб.
Національний склад населення (за даними останнього перепису населення — 2001 року):
- словаки — 89,08%
- цигани — 8,61%
- чехи — 1,26%
- русини — 0,63%

Склад населення за приналежністю до релігії станом на 2001 рік:
- греко-католики — 65,55%,
- римо-католики — 27,10%,
- православні — 5,46%,
- протестанти — 0,17%,
- не вважають себе віруючими або не належать до жодної вищезгаданої церкви- 1,89%